# ساله (فروشگاه زنجیره‌ای)

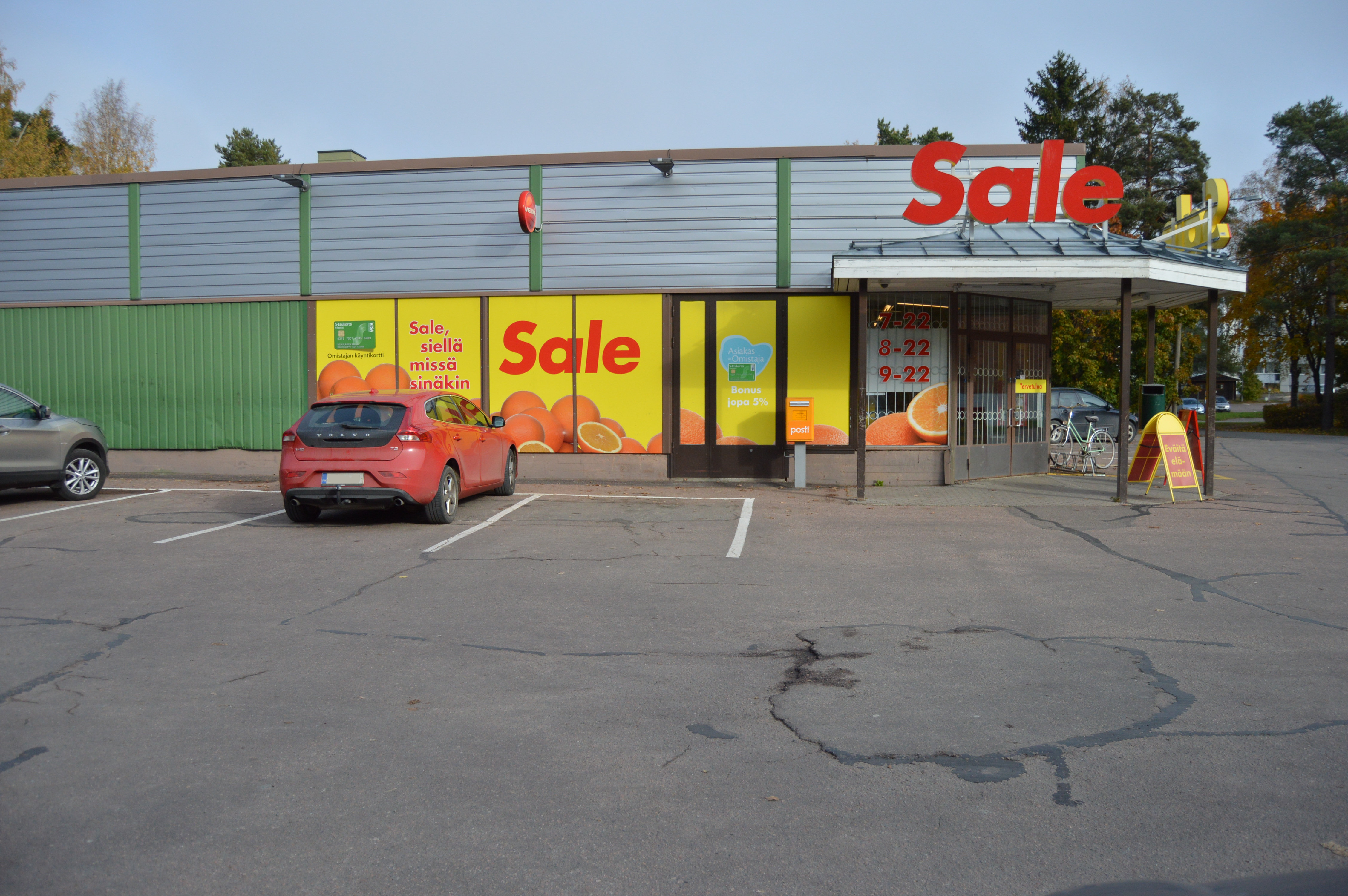
ساله در هوسولا، هامینا.

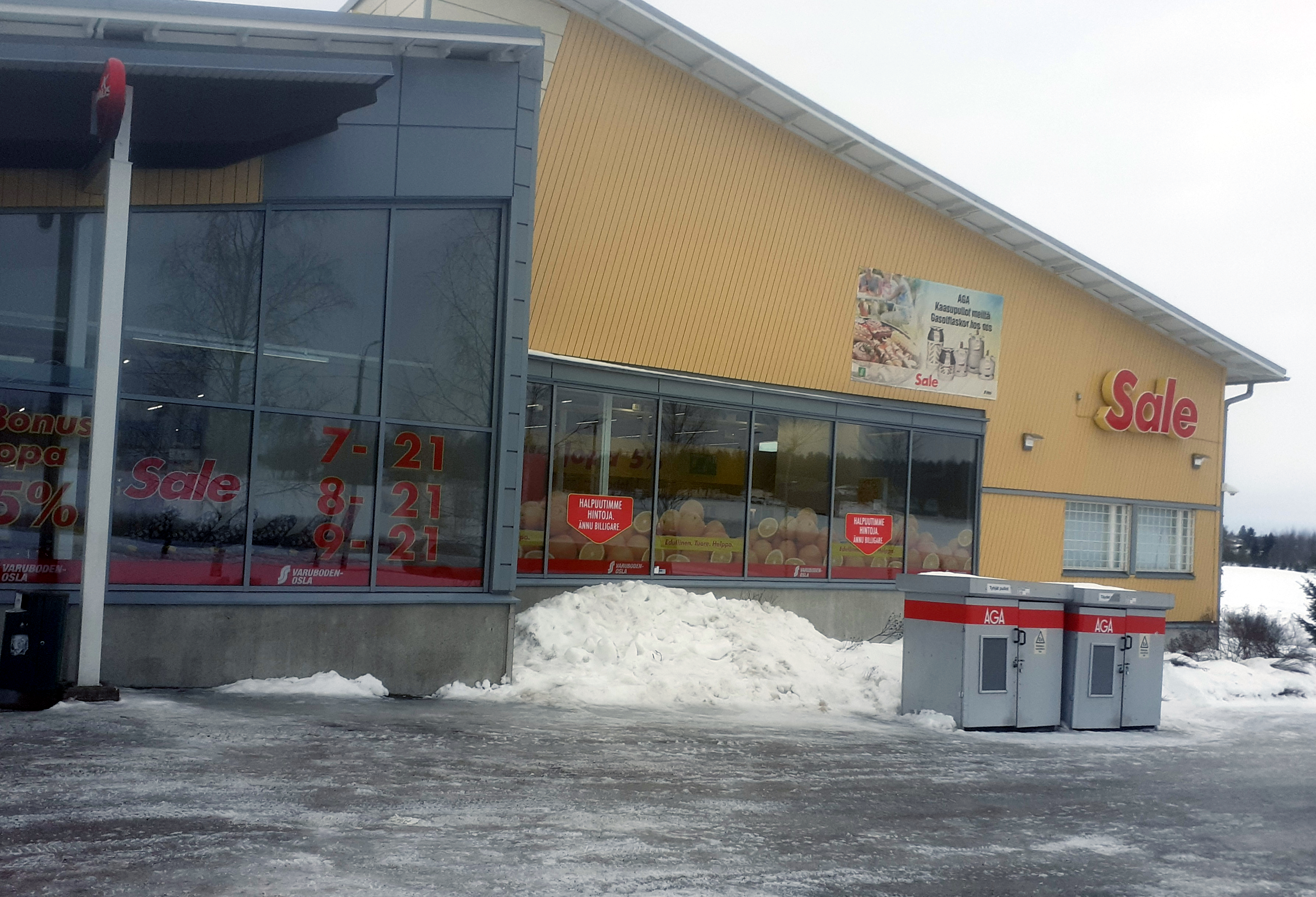
ساله در کیروس‌کسکی، پرناینن.

ساله (فنلاندی: Sale، فنلاندی: [ˈsɑle]) یک فروشگاه زنجیره‌ای مواد غذایی در فنلاند است که متعلق به گروه اس می‌باشد. این فروشگاه زنجیره‌ای در سال ۱۹۸۹ تأسیس شد، زمانی که گروه اس شروع به ادغام فروشگاه‌های خود تحت زنجیره‌های ملی کرد. در ابتدا، این فروشگاه زنجیره‌ای «S-ale» نامیده می‌شد. قبل از آن، فروشگاه‌های زنجیره‌ای Sales جایگزین فروشگاه‌های کوچک اس سابق شدند که بخشی از هیچ زنجیره‌ای نبودند. از سال ۲۰۲۴، این فروشگاه زنجیره‌ای ۳۰۰ فروشگاه در فنلاند دارد.
فروشگاه‌های ساله معمولاً در حومه شهرها، شهرهای کوچک و حومه شهرها واقع شده‌اند، با این حال دیدن آنها در شهرهای بزرگتر، مانند یووسکوله و کوئوپیو غیرمعمول نیست. این فروشگاه‌ها طیف وسیعی از ۱۷۰۰ تا ۳۰۰۰ محصول دارند که عمدتاً بر مواد غذایی و محصولات بهداشتی متمرکز هستند. در هلسینکی بزرگ، گروه S از برند آلپا برای فروشگاه‌های مشابه استفاده می‌کند.